# Frederik Ihler
Frederik Ihler, né le 25 juin 2003 à Aarhus au Danemark, est un footballeur danois qui évolue au poste d'avant-centre à l'IF Elfsborg.

## Biographie

### En club
Né à Aarhus au Danemark, Frederik Ihler est notamment formé par l'AGF Aarhus. Il joue son premier match en professionnel le 9 juillet 2020, lors d'une rencontre de championnat contre le Aalborg BK. Il entre en jeu à la place de Nicklas Helenius et son équipe est battue par un but à zéro.
Le 17 juillet 2023, Ihler prend la direction de la Suède afin de signer avec le Landskrona BoIS pour un contrat courant jusqu'en décembre 2024.
Le 5 août 2024, Frederik Ihler rejoint le club norvégien du Molde FK pour un contrat courant jusqu'en décembre 2028.
Ihler se fait remarquer dès son premier match pour Molde en marquant également son premier but pour le club, le 11 août 2024 face au Lillestrøm SK, en championnat. Titularisé, l'attaquant de 21 ans est l'auteur du but égalisateur de son équipe de la tête sur un service de Kristian Eriksen, et contribue à la victoire de son équipe par deux buts à un ce jour-là,.
Le 26 mars 2025, Frederik Ihler est prêté à l'IF Elfsborg pour une saison.
Ihler se fait remarquer le 19 mai 2025 en réalisant un triplé pour Elfsborg, lors d'une rencontre de championnat face au Djurgårdens IF. Titulaire ce jour-là, il permet à son équipe de s'imposer par quatre buts à zéro,.

### En sélection
Frederik Ihler commence sa carrière internationale avec l'équipe du Danemark des moins de 16 ans. Il joue deux matchs avec cette sélection en 2019.